# Fermana FC
Fermana Football Club is een Italiaanse voetbalclub uit Fermo. De club werd opgericht in 1925. De thuiswedstrijden worden in het Stadio Bruno Recchioni gespeeld, dat plaats biedt aan 8.920 toeschouwers. De clubkleuren zijn geel-blauw.
De club heeft in 2006 faillissement aangevraagd als Fermana. In 2007 is de club door gestart onder de huidige naam. In de zomer van 2013 werd de club heropgericht als Fermana Football Club na de fusie van ASD. Montegranaro Calcio 1965 en AFC Fermo, en herstartte in de Serie D. De club werd kampioen van Groep F in Serie D 2016–17 en keerde voor het eerst in 12 jaar terug naar het Italiaanse derde niveau. In 2022 verloor Fermana de play-out tegen US Viterbese 1908 maar hoefde niet te degraderen omdat Teramo Calcio werd uitgesloten van deelname.

## Erelijst
- Serie C1/B

Winnaar (1): 1999